# William Timlin
Pour les articles homonymes, voir Timlin.
William Timlin est un architecte et un illustrateur sud-africain, né le 11 avril 1892 à Ashington dans le Northumberland et mort le 7 juin 1943 à Kimberley. Né en Angleterre, après ses études, il rejoint ses parents à l'âge de vingt ans en 1912. Il y reste jusqu'à la fin de sa vie. Il réalise là-bas la conception de plusieurs bâtiments, et des aquarelles. Il réalise en 1923 notamment The Ship that Sailed to Mars, un livre pour enfant de 48 pages. 